# Больдеков
Больдеков (нем. Boldekow) — община в Германии, в земле Мекленбург-Передняя Померания.
Входит в состав района Восточная Передняя Померания. Подчиняется управлению Анклам-Ланд.  Население составляет 534 человека (на 31 декабря 2010 года). Занимает площадь 30,91 км².
Коммуна подразделяется на 5 сельских округов.